# Bibimbap
Bibimbap is een populair Koreaans gerecht. Het woord betekent letterlijk gemengde rijst of gemengde maaltijd en bestaat uit een kom warme rijst met een aantal andere ingrediënten die voor het eten door de eter zelf door elkaar worden geroerd. De overige ingrediënten zijn bijvoorbeeld groenten, gebakken ei, vlees en gochujang. Bibimbap kan ook als vegetarisch gerecht, dus zonder het vlees, gegeten worden. Het gerecht kan zowel warm als koud gegeten worden.
Bibimbap wordt voor het eerst genoemd in een Koreaans kookboek uit de late 19e eeuw, Siui jeonseo, waar het wordt aangeduid als bubuimbap (부븸밥).
In de moderne Koreaanse keuken wordt bibimbap ook wel bereid met restjes groente en vlees van een eerdere maaltijd.

## Ingrediënten
Groenten die men vaak terug zal vinden in bibimbap zijn onder meer komkommer, asperge, mu (daikon), paddenstoelen, doraji (wortel van de ballonbloem) en gim (zeewier), maar ook spinazie, kongnamul (spruiten van de sojaboon) en gosari (varenstam). Het vlees kan eventueel weggelaten worden of vervangen door tofu, tempeh of seitan.

## Variaties

### Dolsot bibimbap
De bekendste variatie is waarschijnlijk dolsot bibimbap (돌솥 비빔밥, dolsot betekent stenen pot), waar de ingrediënten opgediend worden in een verwarmde stenen pot. In de pot wordt ook een rauw ei toegevoegd dat door de warmte van de pot gebakken wordt. Voor de rijst in de pot wordt gedaan wordt de bodem ingesmeerd met sesamolie waardoor de rijst onderin knapperig wordt.

### Jeonju bibimbap
De bibimbap uit de stad Jeonju is beroemd in geheel Korea. De Jeonju-versie zou gebaseerd zijn op een recept uit het hof van de Koreaanse koning uit de Joseondynastie.